# オッド・アイ (アイドルグループ)
オッド・アイ (英:odd・eye) は、日本のアイドルグループである。2016年8月30日結成。

## 概要
文化放送超A&G+のラジオ番組、「鷲崎健のヨルナイト×ヨルナイト」内で結成された鷲崎健・沢口けいこ・青木佑磨によるアイドルユニット。
アイドルユニット「Bouno!」の武道館ライブ観覧直後の「鷲崎健のヨルナイト×ヨルナイト」火曜日放送分にて、『「Buono!ポーズ』の様な事をやってみたい』と「オッド・アイ」ポーズを考案するに至るまでに盛り上がった事が発端。この様子を視聴していた青木が、翌日に楽曲「ヒトツメの恋」を制作してきた事で、ユニット結成に至った。また、結成当時「大人アイドル・predia」として活動していた沢口のハロー!プロジェクトの様な「かわいいアイドル願望」を叶える為の企画でもある。

## 来歴
- 2016年
  - 8月30日 - 鷲崎健のヨルナイト×ヨルナイト内で鷲崎・沢口によるグループを結成[3]。
  - 8月31日 - グループが結成された放送を視聴していた青木が感化され、グループに加入するため放送終了後一晩でコンペ曲「ヒトツメの恋(仮)」を作り[4]、同番組に持ち込む。
  - 9月7日 - 「ヒトツメの恋(仮)」ワンハーフ(1コーラス半)を同番組にて披露[5]、青木がオッド・アイに加入し、沢口に2番の作詞を依頼する。
  - 9月27日 - 沢口が作詞した「ヒトツメの恋」2番ABの歌詞が完成し、同番組にて披露[6]。
  - 12月11日 - 「鷲崎健のヨルナイト×ヨルナイトイベント2016 冬」で初ステージに立つ。「ヒトツメの恋」完成版の他、サプライズで新曲「Sweet My Soul」「Catch cold Christmas」も初披露。
- 2017年
  - 8月15日 - 「ヨナヨナ・フェス2017」開催決定の告知と共にオッド・アイのシングル発売を発表[7]。CD発売に伴い正式にグループの名称を「オッド・アイ」と定める。
  - 9月22日 - 超A&Gショップより「ヒトツメの恋」[8]、セブンネットショッピング（現オムニ7）より「Sweet My Soul」[9]が発売。
  - 10月22日 - 「『アニ玉祭2017』スペシャルステージ～ヨナヨナ・フェス2017」に出演、「24時からのシンデレラ」「ヤーヨは二人のあいことば」を初披露[10]。
- 2018年
  - 8月4日 - 「鷲崎健のヨルナイト×ヨルナイトのイベント～2018 夏休み」に出演、サプライズで「パオパオ」「全部、好き」を初披露。
  - 8月30日 - 「鷲崎健のヨルナイト×ヨルナイト」500回記念放送にゲスト出演、1stフルアルバムの発売を発表[11]。
  - 10月31日 - アルバム「Okey Dokey Do it」が発売。発売日には3人のツイッターにてジャケット撮影時の写真や動画が公開された。
- 2019年
  - 10月14日 - 「アニ玉祭2019 スペシャルステージ～鷲崎健ヨナヨナ・フェス」に出演、アルバム収録曲『Hot Shot』『ディスコ・ディテクティブ～水曜日の探偵～』『ときめきシンフォニー』、新曲『Code:O』『どちらがシンデレラ』をライブ初披露。
- 2021年
  - 1月27日 - 「鷲崎健のヨルナイト×ヨルナイト」1000回記念放送にゲスト出演、『Code:O』『どちらがシンデレラ』の初音源化を含む2ndシングルの発売を発表[12]。

## メンバー
| 氏名                        | 誕生日   | イメージカラー | 出身地 | 所属・備考                   |
| --------------------------- | -------- | -------------- | ------ | ---------------------------- |
| 鷲崎健 (わしざきたけし)     | 10月26日 | 黄色           | 兵庫県 | アトミックモンキー所属       |
| 沢口けいこ (さわぐちけいこ) | 11月29日 | ピンク         | 東京都 | プラチナムプロダクション所属 |
| 青木佑磨 (あおきゆうま)     | 2月14日  | 青             | 埼玉県 | アトミックモンキー所属       |

## ディスコグラフィ

### シングル
1st Type A 「ヒトツメの恋」 (2017年9月22日、QRAG-147) - EAN 4571392381627
| #  | タイトル                 | 作詞                 | 作曲     | 編曲                 | 時間 |
| -- | ------------------------ | -------------------- | -------- | -------------------- | ---- |
| 1. | 「ヒトツメの恋」         | 青木佑磨・沢口けいこ | 青木佑磨 | 杉浦"ラフィン"誠一郎 | 4:09 |
| 2. | 「Sweet My Soul」        | 鷲崎健               | 鷲崎健   | 杉浦"ラフィン"誠一郎 | 4:14 |
| 3. | 「24時からのシンデレラ」 | 青木佑磨             | 青木佑磨 | 杉浦"ラフィン"誠一郎 | 3:53 |
| 4. | 「Catch Cold Christmas」 | 鷲崎健               | 鷲崎健   | 杉浦"ラフィン"誠一郎 | 4:41 |

| #  | タイトル                       | 作詞 | 作曲・編曲 | 監督     |
| -- | ------------------------------ | ---- | ---------- | -------- |
| 1. | 「ヒトツメの恋 (Music Video)」 |      |            | 安井塑宇 |

1st Type B 「Sweet My Soul」 (2017年9月22日、QRAG-148) - EAN 4571392381634 オリコンランキング最高20位
| #  | タイトル                     | 作詞                 | 作曲     | 編曲                 | 時間 |
| -- | ---------------------------- | -------------------- | -------- | -------------------- | ---- |
| 1. | 「Sweet My Soul」            | 鷲崎健               | 鷲崎健   | 杉浦"ラフィン"誠一郎 | 4:13 |
| 2. | 「ヒトツメの恋」             | 青木佑磨・沢口けいこ | 青木佑磨 | 杉浦"ラフィン"誠一郎 | 4:10 |
| 3. | 「24時からのシンデレラ」     | 青木佑磨             | 青木佑磨 | 杉浦"ラフィン"誠一郎 | 3:51 |
| 4. | 「ヤーヨは2人のあいことば 」 | 鷲崎健               | 鷲崎健   | 杉浦"ラフィン"誠一郎 | 3:58 |

| #  | タイトル                        | 作詞 | 作曲・編曲 | 監督     |
| -- | ------------------------------- | ---- | ---------- | -------- |
| 1. | 「Sweet My Soul (Music Video)」 |      |            | 安井塑宇 |

2nd 「どっちがシンデレラ ／ オッド・アイ feat. 石飛恵里花」 (2021年4月28日、QRAG-421) - EAN 4571392384383
| #  | タイトル                   | 作詞     | 作曲     | 編曲                 | 時間 |
| -- | -------------------------- | -------- | -------- | -------------------- | ---- |
| 1. | 「どっちがシンデレラ」     | 鷲崎健   | 鷲崎健   | 杉浦"ラフィン"誠一郎 | 3:38 |
| 2. | 「君に出会うずっと前から」 | 鷲崎健   | 鷲崎健   | 杉浦"ラフィン"誠一郎 | 4:58 |
| 3. | 「Code：O」                | 青木佑磨 | 青木佑磨 | 杉浦"ラフィン"誠一郎 | 3:51 |

### アルバム
1st 「Okey Dokey Do it」 (2018年10月31日、QRAG-230) - EAN 4571392382471 オリコンランキング最高16位
| #   | タイトル                                     | 作詞                 | 作曲     | 編曲                             | 時間 |
| --- | -------------------------------------------- | -------------------- | -------- | -------------------------------- | ---- |
| 1.  | 「ヒトツメの恋」                             | 青木佑磨・沢口けいこ | 青木佑磨 | 杉浦"ラフィン"誠一郎             | 4:08 |
| 2.  | 「Hot Shot」                                 | 鷲崎健               | 鷲崎健   | 杉浦"ラフィン"誠一郎             | 4:01 |
| 3.  | 「Sweet My Soul」                            | 鷲崎健               | 鷲崎健   | 杉浦"ラフィン"誠一郎             | 4:13 |
| 4.  | 「アブラカダブラ 」                          | 鷲崎健               | 鷲崎健   | 杉浦"ラフィン"誠一郎             | 4:35 |
| 5.  | 「ヤーヨは2人のあいことば 」                 | 鷲崎健               | 鷲崎健   | 杉浦"ラフィン"誠一郎             | 3:59 |
| 6.  | 「パオパオ」                                 | 鷲崎健               | 鷲崎健   | 杉浦"ラフィン"誠一郎             | 3:27 |
| 7.  | 「radio! radio! radio!」                     | 青木佑磨             | 青木佑磨 | 杉浦"ラフィン"誠一郎             | 5:03 |
| 8.  | 「Catch Cold Christmas」                     | 鷲崎健               | 鷲崎健   | 杉浦"ラフィン"誠一郎             | 4:43 |
| 9.  | 「ディスコ・ディテクティブ～水曜日の探偵～」 | 青木佑磨             | 青木佑磨 | 杉浦"ラフィン"誠一郎             | 4:25 |
| 10. | 「24時からのシンデレラ」                     | 青木佑磨             | 青木佑磨 | 杉浦"ラフィン"誠一郎             | 3:53 |
| 11. | 「全部、好き」                               | 鷲崎健               | 鷲崎健   | 杉浦"ラフィン"誠一郎             | 4:27 |
| 12. | 「ときめきシンフォニー 」                    | 青木佑磨             | 青木佑磨 | 杉浦"ラフィン"誠一郎・学園祭学園 | 4:30 |

## 出演

### イベント
- 鷲崎健のヨルナイト×ヨルナイトイベント2016 冬 (夜の部)
  - 2016年12月11日 - メルパルク東京
- 『アニ玉祭2017』スペシャルステージ～ヨナヨナ・フェス2017
  - 2017年10月22日 - 大宮ソニックシティ大ホール
- 鷲崎健のヨルナイト×ヨルナイトのイベント～2018 夏休み
  - 2018年8月4日 - メルパルク東京
- アニ玉祭2019 スペシャルステージ～鷲崎健ヨナヨナ・フェス
  - 2019年10月14日 - 大宮ソニックシティ大ホール

#### その他
- 鷲崎健のアコギFUN!クラブ 第7回 [18][注 4]
  - 2017年10月27日 - 白金高輪SELENE b2

### ラジオ

#### 終了した番組
- A&G ARTIST ZONE オッド・アイのTHE CATCH (2017年10月6日 - 10月27日、超!A&G+) [19]
- あるぞ！ヨナフェス！オッド・アイ特番 (2019年9月13日 - 9月27日、超!A&G+)[20]